# Байхъ
Байхъ (на китайски: 白河; на пинин: Bái Hé) е река в Северен Китай, в провинция Хъбей и региона Пекин, ляв приток на Юндинхъ (лява съставяща на Хайхъ). Дължината ѝ е 560 km, а площта на водосборния ѝ басейн е 280 000 km².
Река Байхъ води началото си от планината Жъхъ, на 1707 m н.в., а в средното и долно течение протича през северната част на Голямата китайска равнина в широка терасирана долина източно от столицата Пекин. Влива се отляво в река Юндинхъ (лява съставяща на Хайхъ), в района на град Янцун, на 7 m. Основни притоци: леви – Хайхъ, Таонхъ, Чаохъ; десни – Юндинхъ. Плавателна е за плитко газещи речни съдове в долното си течение.